# David Canabarro
David José Martins, noto come David Canabarro (Taquari, 22 agosto 1796 – Sant'Ana do Livramento, 12 aprile 1867), è stato un generale brasiliano.

## Biografia
Canabarro è nato da José Martins Coelho (di Porto Alegre) e Mariana de Jesus Ignacia (di Santa Catarina).
Il cognome "Canabarro" deriva da suo nonno, Manuel Teodósio Ferreira, che ricevette il soprannome da Luís Teles da Silva Caminha e Meneses, quinto marchese di Alegrete, e lo aggiunse al proprio nome.
Canabarro era il bisnonno di Inah Canabarro Lucas, che è stata la persona più longeva del mondo dal 29 dicembre 2024, fino alla sua morte avvenuta il 30 aprile 2025.

## Inizio della carriera militare

### Campagne nella Banda Oriental
Canabarro iniziò la sua carriera militare nella prima campagna nella Banda Oriental del 1811-1812. David, all'età di quindici anni, chiese al padre il permesso di prendere il posto del fratello.
Canabarro combatté per le forze del nobile Dom Diogo de Sousa, conte di Rio Pardo. Dopo la campagna fu promosso e tornò a casa, anche se in seguito avrebbe combattuto nella seconda campagna nella Banda Oriental, dal 1816 al 1820, che culminò nell'annessione della regione come provincia da parte del Regno Unito di Portogallo, Brasile e Algarves sotto il nome di Cisplatina.

### Guerra della Cisplatina
Anni dopo, fu tenente nelle forze di Bento Gonçalves da Silva nella guerra cisplatina del 1825-1828, che culminò in un trattato di pace nell'agosto 1828 che garantì l'indipendenza all'Uruguay. Lì giocò un ruolo importante nella battaglia di Rincón de las Gallinas, salvando l'esercito brasiliano il 24 settembre 1825. Ciò gli valse il titolo di tenente dell'esercito. Prese parte alla 21ª brigata di cavalleria leggera comandata da Bento Gonçalves nella battaglia di Ituzaingó.
Quando la guerra finì, continuò la sua carriera militare, questa volta associato allo zio Antonio Ferreira Canabarro nella regione di confine con l'Uruguay vicino a Sant'Ana do Livramento. Nel 1836, adottò il nome Canabarro su insistenza dello zio. Come suggerito dallo storico Ivo Santanese Caggiano: "deve aver avuto qualche collegamento con i Machado e i Ferreira di Sabrosa. Di conseguenza, i discendenti dei nobili Canavarros del Portogallo devono essere i Canabarros del Brasile".

### Guerra dei Farrapos
Canabarro fu inizialmente neutrale nella Guerra dei Farrapos. In seguito si arruolò come tenente, ma salì rapidamente di grado e prese il comando nel giugno 1843, quando Bento Gonçalves, per evitare una divisione tra i repubblicani, lasciò il comando e andò a servire sotto gli ordini di Canabarro.
La sua unica sconfitta in guerra fu nella battaglia di Porongos, che allentò i negoziati di pace che aveva intrapreso con il barone di Caxias (in seguito duca). Fu sorpreso dalle truppe di Mouringe e fu sconfitto, nonostante il suo possesso dei Lancieri Neri.
Mentre negoziava la pace con l'Impero del Brasile, Canabarro offrì i suoi servizi a Juan Manuel de Rosas, presidente della Confederazione Argentina, che voleva espandere i confini del suo paese. In cambio della cooperazione dei ribelli Farrapos, avrebbe ottenuto aiuto dall'Argentina per continuare la guerra contro l'Impero. Canabarro rispose per lettera, dove dichiarò la sua lealtà al paese.
Come capo dei ribelli accettò l'amnistia offerta dal governo il 18 dicembre 1844 dal barone di Caxias, che divenne noto come "il pacificatore". Nei negoziati del 25 febbraio 1845, fu concordato che i repubblicani avrebbero scelto il prossimo presidente della provincia invece di farlo nominare dal governo centrale di Rio de Janeiro. Fu concordato che il governo imperiale sarebbe stato ritenuto responsabile del debito del governo repubblicano; che gli ufficiali militari ribelli che desideravano unirsi all'esercito imperiale sarebbero rimasti nei loro precedenti incarichi e che i prigionieri sarebbero stati graziati.

## L'esercito brasiliano
Canabarro combatté nella guerra de la Plata e nella guerra dell'Uruguay , ricevendo il titolo onorifico di "generale" con cui combatté nella guerra della triplice alleanza.

## Filmografia
David Canabarro è stato interpretato come un personaggio in film e programmi televisivi, interpretato da Milton Mattos nel film Neto Perde a Sua Alma (2001) e da Oscar Simch nella miniserie Garibaldi, l'eroe dei due mondi (2003).